# Route 255 (Nouvelle-Écosse)
Pour les articles homonymes, voir Route 255.
La route 255 est une route secondaire de la Nouvelle-Écosse d'orientation sud-nord située dans le nord-est de la province, sur l'île du Cap-Breton. Elle est une route moyennement fréquentée, celle-ci reliant la route 22 depuis Louisbourg à la route 28 à Glace Bay. De plus, elle mesure 38 kilomètres et est une route asphaltée sur l'entièreté de son tracé.

## Tracé
La route 255 débute à Hornes Road, sur la route 22. Elle commence par se diriger vers l'est en rejoignant la côte de l'océan Atlantique, puis bifurque vers le nord pour suivre la rive en traversant Port Morien. Elle rejoint ensuite la baie Glace (Glace Bay), qu'elle contourne par le sud. Elle est ensuite nommée Brookside St. alors qu'elle traverse la ville de Glace Bay. Elle se termine sur la rue principale de la ville, la route 28.

## Communautés traversées
1. Hornes Road
2. Mira Gut
3. Round Island
4. Horneville
5. Port Morien
6. Morlen Hill
7. Glace Bay